# Transactions of the Royal Society of South Africa
Transactions of the Royal Society of South Africa, (abreujat Trans. Roy. Soc. South Africa), és una revista il·lustrada amb descripcions botàniques que és editada per la Royal Society of South Africa. Va començarla seva publicació a l'any 1908.